# Juliette Mayniel
Juliette Mayniel (* 22. Januar 1936 in Saint-Hippolyte; † 21. Juli 2023 in San Miguel de Allende, Mexiko) war eine französische Schauspielerin.

## Leben
Mayniel hatte ihre erste bedeutende Rolle 1958 im Chabrol-Film Schrei, wenn du kannst. 1960 spielte sie zusammen mit Götz George unter der Regie von Wolfgang Staudte im Drama Kirmes. Dafür wurde Juliette Mayniel bei den Internationalen Filmfestspielen 1960 in Berlin mit dem Silbernen Bären als Beste Schauspielerin ausgezeichnet. 1973 spielte sie in Sie nannten ihn Plattfuß an der Seite von Bud Spencer die Freundin des von diesem dargestellten Kommissar „Plattfuß“ Rizzo.
1965 wurde ihr Sohn Alessandro Gassmann geboren, der aus einer Liaison mit Vittorio Gassman hervorging. Ihr Enkelsohn ist der Sänger Leo Gassmann.
Juliette Mayniel starb am 21. Juli 2023 im Alter von 87 Jahren im mexikanischen San Miguel de Allende, wo sie die letzten Jahre ihres Lebens verbrachte.

## Filmografie (Auswahl)
- 1958: Schrei, wenn du kannst (Les Cousins)
- 1959: Auch Helden wollen leben (Marche ou crève)
- 1959: Die Nacht der Gehetzten (La Nuit des traqués)
- 1960: Augen ohne Gesicht (Les Yeux sans visage)
- 1960: Die Haut und die Knochen (La Peau et les Os)
- 1960: Ehe französisch (Un couple)
- 1960: Kirmes
- 1961: Der Kampf um Troja (La guerra di Troia)
- 1962: Der Frauenmörder von Paris (Landru)
- 1963: Alles wegen dieser Frauen (À cause, à cause d’une femme)
- 1968: Die Odyssee (L’Odissea)
- 1973: Sie nannten ihn Plattfuß (Piedone lo sbirro)
- 1978: Blutige Schatten (Solamente nero)